# 480
480 (CDLXXX) je bilo prestopno leto, ki se je po julijanskem koledarju začelo na torek.

## Rojstva
- Boetij, rimski patricij, politik, državnik, filozof, matematik, fizik († 524)
- Dignaga, indijski budistični filozof in logik († 540)
- Gelimer, kralj Vandalov in Alanov († 553)
- Teodahad, kralj ostrogotskega Italskega kraljestva († 536)